# دریچه دل (فیلم)
دریچه دل (به هندی: Dil Ke Jharoke Main) یا دریچه قلب فیلمی محصول سال ۱۹۹۷ و به کارگردانی آشیم بهاتاچاریا است. در این فیلم بازیگرانی همچون مانیشا کویرالا، ویکاس بهالا، مامیک سینگ، کولبوشان کارباندا، ساتیش کایشیک، کیران کومار، ساتین کاپو، آنجانا ممتاز و سودهیر پاندی ایفای نقش کرده‌اند.